# Ronde van Frankrijk 2011/Eerste etappe
De eerste etappe van de Ronde van Frankrijk 2011 werd verreden op 2 juli 2011 over een afstand van 191,5 kilometer tussen Passage du Gois en Mont des Alouettes (Les Herbiers).

## Verloop
De etappe begon met een traject van enkele kilometer over Passage du Gois, een 4,5 km lange natuurlijke oversteek naar het eiland Noirmoutier. Omwille van de gladde weg werd deze passage geneutraliseerd. Dadelijk na het officiële startsein ontstond er een kopgroep van drie man: de Fransmannen Jérémy Roy en Perrig Quéméneur en de Nederlander Lieuwe Westra.
Het trio leek met een voorsprong van ruim zes minuten een beslissende ontsnapping te hebben gevormd, maar al gauw bleek dat zij dit niet waar konden maken. Het peloton hield de kopgroep immers op een constante voorsprong van rond de vijf minuten.
Na 87 kilometer kwam het trio als eerste bij de tussensprint in Avrillé. Hier bleek Jérémy Roy de vlugste van de drie. Vermits er nog punten te verdienen waren, werd ook in het peloton nog gespurt. Uit een grote chaos kwam Tyler Farrar als snelste tevoorschijn.
Met nog 18 kilometer te gaan, werden de drie dan ingehaald door het peloton. Op een tiental kilometer van de streep werd het peloton bruusk in tweeën gedeeld door een massale valpartij. Er ontstond een eerste peloton van een 80-tal renners. Deze groep werd later nog eens gehalveerd door een tweede valpartij op drie kilometer van de streep.
Van de overgebleven kopgroep bleek de Belg Philippe Gilbert van Omega Pharma-Lotto de sterkste te zijn. Hij won met overmacht een zeer lange sprint bergop die in gang werd getrokken door de Zwitser Fabian Cancellara.
Door een valpartij kwam de Nederlander Robert Gesink op achterstand binnen. Maar omdat deze val zich voordeed in de laatste drie kilometer, werd voor het klassement de tijd gerekend die de groep had bij het ingaan van de drie kilometer. Hij verliest daardoor geen tijd. Dat kon niet gezegd worden van de Spaanse topfavoriet Alberto Contador. Hij zat in het tweede deel van het peloton bij de eerste val en liep een achterstand op van 1'20".
| Tussensprint Avrillé na 87 km |                  |        |
| Plaats                        | Naam             | Punten |
| Winnaar                       | Jérémy Roy       | 20     |
| 2                             | Lieuwe Westra    | 17     |
| 3                             | Perrig Quéméneur | 15     |

| Beklimming Mont des Alouettes na 191,5 km | Beklimming Mont des Alouettes na 191,5 km | Beklimming Mont des Alouettes na 191,5 km | 4e cat. 2,2 km à 4,7 % | 4e cat. 2,2 km à 4,7 % |
| Plaats                                    | Naam                                      | Naam                                      | Punten                 |                        |
| Winnaar                                   | Philippe Gilbert                          | Philippe Gilbert                          | 1                      |                        |

## Uitslagen
| Rituitslag |                       |                             |          |
| Plaats     | Naam                  | Ploeg                       | Tijd     |
| Winnaar    | Philippe Gilbert      | Omega Pharma-Lotto          | 4u41'31" |
| 2          | Cadel Evans           | BMC Racing Team             | +3"      |
| 3          | Thor Hushovd          | Team Garmin-Cervélo         | +6"      |
| 4          | José Joaquín Rojas    | Team Movistar               | z.t.     |
| 5          | Jurgen Van den Broeck | Omega Pharma-Lotto          | z.t.     |
| 6          | Geraint Thomas        | Sky ProCycling              | z.t.     |
| 7          | Andreas Klöden        | Team RadioShack             | z.t.     |
| 8          | Rein Taaramäe         | Cofidis, le crédit en ligne | z.t.     |
| 9          | Chris Horner          | Team RadioShack             | z.t.     |
| 10         | Tony Martin           | Team HTC-High Road          | z.t.     |
|            |                       |                             |          |
| 33         | Bauke Mollema         | Rabobank                    | + 01'20" |

| Strijdlustigste renner |                  |               |
|                        | Naam             | Ploeg         |
|                        | Perrig Quéméneur | Team Europcar |

## Klassementen
| Algemeen Klassement |                       |                             |          |
| Plaats              | Naam                  | Ploeg                       | Tijd     |
| Gele trui           | Philippe Gilbert      | Omega Pharma-Lotto          | 4u41'31" |
| 2                   | Cadel Evans           | BMC Racing Team             | +3"      |
| 3                   | Thor Hushovd          | Team Garmin-Cervélo         | +6"      |
| 4                   | José Joaquín Rojas    | Team Movistar               | z.t.     |
| 5                   | Jurgen Van den Broeck | Omega Pharma-Lotto          | z.t.     |
| 6                   | Geraint Thomas        | Sky ProCycling              | z.t.     |
| 7                   | Andreas Klöden        | Team RadioShack             | z.t.     |
| 8                   | Rein Taaramäe         | Cofidis, le crédit en ligne | z.t.     |
| 9                   | Chris Horner          | Team RadioShack             | z.t.     |
| 10                  | Tony Martin           | Team HTC-High Road          | z.t.     |
|                     |                       |                             |          |
| 75                  | Robert Gesink         | Rabobank                    | z.t      |

| Ploegenklassement |                             |           |
| Plaats            | Ploeg                       | Tijd      |
|                   | Omega Pharma-Lotto          | 14u04'45" |
| 2                 | BMC Racing Team             | +3"       |
| 3                 | Team Leopard-Trek           | +6"       |
| 4                 | Team HTC-High Road          | z.t.      |
| 5                 | Team RadioShack             | z.t.      |
| 6                 | Cofidis, le crédit en ligne | z.t.      |
| 7                 | Lampre-ISD                  | z.t.      |
| 8                 | Sky ProCycling              | z.t.      |
| 9                 | Team Katjoesja              | z.t.      |
| 10                | Pro Team Astana             | z.t       |

## Nevenklassementen
| Puntenklassement |                  |                     |        |
| Plaats           | Naam             | Ploeg               | Punten |
| Groene trui      | Philippe Gilbert | Omega Pharma-Lotto  | 45     |
| 2                | Cadel Evans      | BMC Racing Team     | 35     |
| 3                | Thor Hushovd     | Team Garmin-Cervélo | 30     |
|                  |                  |                     |        |
| 9                | Lieuwe Westra    | Vacansoleil-DCM     | 17     |

| Bergklassement |                  |                    |        |
| Plaats         | Naam             | Ploeg              | Punten |
| Bolletjestrui  | Philippe Gilbert | Omega Pharma-Lotto | 1      |
| 2              |                  |                    |        |
| 3              |                  |                    |        |

| Jongerenklassement |                |                             |          |
| Plaats             | Naam           | Ploeg                       | Tijd     |
| Witte trui         | Geraint Thomas | Sky ProCycling              | 4u31'37" |
| 2                  | Rein Taaramäe  | Cofidis, le crédit en ligne | z.t.     |
| 3                  | Jegor Silin    | Team Katjoesja              | z.t.     |
|                    |                |                             |          |
| 14                 | Robert Gesink  | Rabobank                    | z.t.     |
| 24                 | Romain Zingle  | Cofidis, le crédit en ligne | +1'49"   |

1e etappe ·
2e etappe ·
3e etappe ·
4e etappe ·
5e etappe ·
6e etappe ·
7e etappe ·
8e etappe ·
9e etappe ·
10e etappe ·
11e etappe ·
12e etappe ·
13e etappe ·
14e etappe ·
15e etappe ·
16e etappe ·
17e etappe ·
18e etappe ·
19e etappe ·
20e etappe ·
21e etappe
Startlijst · Eindstanden · Afbeeldingen